# Целева група
Целева група (още: целева аудитория, таргет група, таргет аудитория) е термин от маркетинга и рекламата, с който се означава групата от хора, към които е насочена дадена маркетингова стратегия или дейност, най-често рекламна кампания.
Целевата група може да бъде определена по характеристики като възраст, пол, социално положение, семейно положение, образователен ценз, местоживеене, доход, и други. Определянето на целевите групи по отношение на даден продукт е много важна стъпка в проучването на пазара, без която рекламната кампания би била много затруднена, скъпа и не особено ефективна.
|  | Тази страница частично или изцяло представлява превод на страницата Target group в Уикипедия на английски. Оригиналният текст, както и този превод, са защитени от Лиценза „Криейтив Комънс – Признание – Споделяне на споделеното“, а за съдържание, създадено преди юни 2009 година – от Лиценза за свободна документация на ГНУ. Прегледайте историята на редакциите на оригиналната страница, както и на преводната страница, за да видите списъка на съавторите. ВАЖНО: Този шаблон се отнася единствено до авторските права върху съдържанието на статията. Добавянето му не отменя изискването да се посочват конкретни източници на твърденията, които да бъдат благонадеждни. |